# Concours par équipes aux championnats d'Europe de gymnastique artistique masculine

## Médaillés
| Édition | Lieu              | Or                                                                                              | Argent                                                                                    | Bronze                                                                                      |
| ------- | ----------------- | ----------------------------------------------------------------------------------------------- | ----------------------------------------------------------------------------------------- | ------------------------------------------------------------------------------------------- |
| 1955    | Francfort         | Pas de compétition par équipes                                                                  | Pas de compétition par équipes                                                            | Pas de compétition par équipes                                                              |
| 1957    | Paris             | Pas de compétition par équipes                                                                  | Pas de compétition par équipes                                                            | Pas de compétition par équipes                                                              |
| 1959    | Copenhague        | Pas de compétition par équipes                                                                  | Pas de compétition par équipes                                                            | Pas de compétition par équipes                                                              |
| 1961    | Luxembourg        | Pas de compétition par équipes                                                                  | Pas de compétition par équipes                                                            | Pas de compétition par équipes                                                              |
| 1963    | Belgrade          | Pas de compétition par équipes                                                                  | Pas de compétition par équipes                                                            | Pas de compétition par équipes                                                              |
| 1965    | Anvers            | Pas de compétition par équipes                                                                  | Pas de compétition par équipes                                                            | Pas de compétition par équipes                                                              |
| 1967    | Tampere           | Pas de compétition par équipes                                                                  | Pas de compétition par équipes                                                            | Pas de compétition par équipes                                                              |
| 1969    | Varsovie          | Pas de compétition par équipes                                                                  | Pas de compétition par équipes                                                            | Pas de compétition par équipes                                                              |
| 1971    | Madrid            | Pas de compétition par équipes                                                                  | Pas de compétition par équipes                                                            | Pas de compétition par équipes                                                              |
| 1973    | Grenoble          | Pas de compétition par équipes                                                                  | Pas de compétition par équipes                                                            | Pas de compétition par équipes                                                              |
| 1975    | Berne             | Pas de compétition par équipes                                                                  | Pas de compétition par équipes                                                            | Pas de compétition par équipes                                                              |
| 1977    | Vilna             | Pas de compétition par équipes                                                                  | Pas de compétition par équipes                                                            | Pas de compétition par équipes                                                              |
| 1979    | Essen             | Pas de compétition par équipes                                                                  | Pas de compétition par équipes                                                            | Pas de compétition par équipes                                                              |
| 1981    | Rome              | Pas de compétition par équipes                                                                  | Pas de compétition par équipes                                                            | Pas de compétition par équipes                                                              |
| 1983    | Varna             | Pas de compétition par équipes                                                                  | Pas de compétition par équipes                                                            | Pas de compétition par équipes                                                              |
| 1985    | Oslo              | Pas de compétition par équipes                                                                  | Pas de compétition par équipes                                                            | Pas de compétition par équipes                                                              |
| 1987    | Moscou            | Pas de compétition par équipes                                                                  | Pas de compétition par équipes                                                            | Pas de compétition par équipes                                                              |
| 1989    | Stockholm         | Pas de compétition par équipes                                                                  | Pas de compétition par équipes                                                            | Pas de compétition par équipes                                                              |
| 1990    | Lausanne          | Pas de compétition par équipes                                                                  | Pas de compétition par équipes                                                            | Pas de compétition par équipes                                                              |
| 1992    | Budapest          | Pas de compétition par équipes                                                                  | Pas de compétition par équipes                                                            | Pas de compétition par équipes                                                              |
| 1994    | Prague            | Biélorussie                                                                                     | Russie                                                                                    | Allemagne                                                                                   |
| 1994    | Prague            | Ivan Ivankov Andrej Kann Alexander Schostak Vitaly Scherbo Witali Rudnitski                     |                                                                                           |                                                                                             |
| 1996    | Broendby          | Russie                                                                                          | Ukraine                                                                                   | Biélorussie                                                                                 |
| 1996    | Broendby          | Alexei Voropaev Dimitri Karbanenko Sergei Charkov Eugeni Podgorni Dmitriy Trush                 | Grigory Misutin Oleg Kosiak Alexandre Svetlichnyi Rustam Charipov Yuri Ermakov            | Vitaly Scherbo Ivan Ivankov Andrei Kan Vitaly Rudnitski Alexander Shostak                   |
| 1998    | Saint-Pétersbourg | France                                                                                          | Russie                                                                                    | Allemagne                                                                                   |
| 1998    | Saint-Pétersbourg | Thierry Aymes Éric Casimir Samuel Dumont Dmitri Karbanenko Éric Poujade                         | Alexei Nemov Alexei Bondarenko Dmitri Lvov Maxime Alechine Nikolai Kryukov                | Valeri Belenki Sergei Kharkov Jan-Peter Nikiferow Daniel Farago Dimitri Nonin               |
| 2000    | Brême             | Russie                                                                                          | Roumanie                                                                                  | Ukraine                                                                                     |
| 2000    | Brême             | Alexei Nemov Alexei Bondarenko Ievgueni Podgorny Maxime Alechine Youri Tichonovski              |                                                                                           |                                                                                             |
| 2002    | Patras            | Roumanie                                                                                        | Russie                                                                                    | Biélorussie                                                                                 |
| 2002    | Patras            | Marius Urzica Marian Dragulescu Ioan Silviu Suciu Dan Potra Constantin Vovaci                   | Alexei Nemov Evgueni Podgorni Alexei Bondarenko Nikolai Krukov Evgueni Krylov             | Dimitri Kasparovich Alexander Kruzhylov Denis Savenkov Vitali Valynchuk Alexei Sinkevich    |
| 2004    | Ljubljana         | Roumanie                                                                                        | Biélorussie                                                                               | France                                                                                      |
| 2004    | Ljubljana         | Marius Daniel Urzica Marian Dragulescu Ioan Silviu Suciu Dan Nicolae Potra Razvan Dorin Selariu | Ivan Ivankov Alexei Sinkevich Alexander Kruzhylov Denis Savenkov Dimitri Savitski         | Dimitri Karbanenko Florent Marée Yann Cucherat Benoit Caranobe Pierre-Yves Bény             |
| 2005    | Debrecen          | pas de concours par équipes                                                                     | pas de concours par équipes                                                               | pas de concours par équipes                                                                 |
| 2006    | Volos             | Russie                                                                                          | Roumanie                                                                                  | Biélorussie                                                                                 |
| 2006    | Volos             | Alexander Safoshkin Sergei Khorokhordin Maxim Deviatovski Anton Golotsutskov Anatoli Vasiliev   | Marian Dragulescu Dorin Razvan Selariu Ilie Daniel Popescu Alin Sandu Jivan Flavius Koczi | Ivan Ivankov Dzianis Savenkov Dimitri Savitski Dimitri Kasparovich Viachaslav Volkav        |
| 2007    | Amsterdam         | pas de concours par équipes                                                                     | pas de concours par équipes                                                               | pas de concours par équipes                                                                 |
| 2008    | Lausanne          | Russie                                                                                          | Allemagne                                                                                 | Roumanie                                                                                    |
| 2008    | Lausanne          | Sergej Chorochordin Maxim Dewiatkowski Yury Ryazanov Nikolaï Krioukov Anton Golozuzkow          | Fabian Hambüchen Robert Juckel Philipp Boy Marcel Nguyen Robert Weber                     | Ilie Daniel Popescu Flavius Koczi Răzvan Dorin Şelariu Cosmin Maliţa George Robert Stănescu |
| 2009    | Milan             | pas de concours par équipes                                                                     | pas de concours par équipes                                                               | pas de concours par équipes                                                                 |
| 2010    | Birmingham        | Allemagne                                                                                       | Royaume-Uni                                                                               | France                                                                                      |
| 2010    | Birmingham        | Philipp Boy Matthias Fahrig Fabian Hambuechen Marcel Nguyen Evgenij Spiridonov                  | Daniel Keatings Louis Smith Samuel Hunter Daniel Purvis Kristian Thomas                   | Hamilton Sabot Cyril Tommasone Samir Aït Saïd Yannick Rayepin Moutoussamy Yann Cucherat     |
| 2011    | Berlin            | pas de concours par équipes                                                                     | pas de concours par équipes                                                               | pas de concours par équipes                                                                 |
| 2012    | Montpellier       | Royaume-Uni                                                                                     | Russie                                                                                    | Roumanie                                                                                    |
| 2012    | Montpellier       | Kristian Thomas Louis Smith Daniel Purvis Ruslan Panteleymonov Max Whitlock                     | Denis Ablyazin Emin Garibov David Belyavskiy Anton Golotsutskov Aleksandr Balandin        | Flavius Koczi Marius Berbecar Ovidiu Buidoso Vlad Bogdan Cotuna Cristian Ioan Bataga        |
| 2013    | Moscou            | pas de concours par équipes                                                                     | pas de concours par équipes                                                               | pas de concours par équipes                                                                 |
| 2014    | Sofia             | Russie                                                                                          | Royaume-Uni                                                                               | Ukraine                                                                                     |
| 2014    | Sofia             | Denis Ablyazin Nikolai Kuksenkov Nikita Ignatyev Aleksandr Balandin David Belyavskiy            | Daniel Purvis Daniel Keatings Sam Oldham Kristian Thomas Max Whitlock                     | Oleh Vernyayev Ihor Radivilov Maksym Semiankiv Andrii Sienichkin Volodymyr Okachev          |
| 2015    | Montpellier       | pas de concours par équipes                                                                     | pas de concours par équipes                                                               | pas de concours par équipes                                                                 |
| 2016    | Berne             | Russie                                                                                          | Royaume-Uni                                                                               | Suisse                                                                                      |
| 2016    | Berne             | Denis Ablyazin David Belyavskiy Nikita Ignatyev Mykola Kuksenkov Nikita Nagornyy                | Daniel Purvis Louis Smith Kristian Thomas Courtney Tulloch Nile Wilson                    | Christian Baumann Pablo Brägger Benjamin Gischard Oliver Hegi Eddy Yusof                    |
| 2017    | Cluj-Napoca       | pas de concours par équipes                                                                     | pas de concours par équipes                                                               | pas de concours par équipes                                                                 |
| 2018    | Glasgow           | Russie                                                                                          | Royaume-Uni                                                                               | France                                                                                      |
| 2018    | Glasgow           | David Belyavskiy Artur Dalaloyan Mykola Kuksenkov Dmitriy Lankin Nikita Nagornyy                | Joe Fraser Dominick Cunningham James Hall Courtney Tulloch Max Whitlock                   | Axel Augis Edgar Boulet Loris Frasca Julien Gobaux Cyril Tommasone                          |
| 2019    | Szczecin          | pas de concours par équipes                                                                     | pas de concours par équipes                                                               | pas de concours par équipes                                                                 |
| 2020    | Mersin            | Ukraine                                                                                         | Turquie                                                                                   | Hongrie                                                                                     |
| 2020    | Mersin            | Vladyslav Hryko Petro Pakhniuk Igor Radivilov Roman Vashchenko Yevgen Yudenkov                  | Ferhat Arıcan İbrahim Çolak Abdelrahman Elgamal Ahmet Önder Ümit Şamiloğlu                | Szabolcs Bátori Balázs Kiss Krisztofer Mészáros Benedek Tomcsányi Dávid Vecsernyés          |
| 2021    | Bâle              | pas de concours par équipes                                                                     | pas de concours par équipes                                                               | pas de concours par équipes                                                                 |
| 2022    | Munich            | Royaume-Uni                                                                                     | Italie                                                                                    | Turquie                                                                                     |
| 2022    | Munich            | James Hall Joe Fraser Jake Jarman Courtney Tulloch Giarnni Regini-Moran                         | Nicola Bartolini Lorenzo Casali Andrea Cingolani Matteo Levantesi Yumin Abbadini          | Ferhat Arıcan Kerem Şener Ahmet Önder Adem Asil Mehmet Koşak                                |
| 2023    | Antalya           | Italie                                                                                          | Turquie                                                                                   | Royaume-Uni                                                                                 |
| 2023    | Antalya           | Yumin Abbadini Lorenzo Minh Casali Matteo Levantesi Marco Lodadio Mario Macchiati               | Ferhat Arıcan Adem Asil Mehmet Koşak Ahmet Önder Kerem Şener                              | Jake Jarman Joshua Nathan Adam Tobin Courtney Tulloch Luke Whitehouse                       |
| 2024    | Rimini            | Ukraine                                                                                         | Royaume-Uni                                                                               | Italie                                                                                      |
| 2024    | Rimini            | Nazar Chepurnyi Illia Kovtun Ihor Radivilov Radomyr Stelmakh Oleh Verniaïev                     | Joe Fraser James Hall Harry Hepworth Jake Jarman Courtney Tulloch                         | Yumin Abbadini Lorenzo Minh Casali Matteo Levantesi Marco Lodadio Mario Macchiati           |

## Tableau des médailles
Mis à jour après les championnats d'Europe de 2024.
| Rang  | Nation          | Or | Argent | Bronze | Total |
| ----- | --------------- | -- | ------ | ------ | ----- |
| 1     | Russie          | 7  | 4      | 0      | 11    |
| 2     | Grande-Bretagne | 2  | 5      | 1      | 8     |
| 3     | Roumanie        | 2  | 2      | 2      | 6     |
| 4     | Ukraine         | 2  | 1      | 2      | 5     |
| 5     | Biélorussie     | 1  | 1      | 3      | 5     |
| 6     | Allemagne       | 1  | 1      | 2      | 4     |
| 7     | Italie          | 1  | 1      | 1      | 3     |
| 8     | France          | 1  | 0      | 3      | 4     |
| 9     | Turquie         | 0  | 2      | 1      | 3     |
| 10    | Hongrie         | 0  | 0      | 1      | 1     |
| 10    | Suisse          | 0  | 0      | 1      | 1     |
| TOTAL | TOTAL           | 17 | 17     | 17     | 51    |